# Samuel Cousins
Samuel Cousins, född 9 maj 1801, död 7 maj 1887, var en brittisk kopparstickare.
Cousins var elev till Samuel William Reynolds. Han utförde ett stort antal mjuka gravyrer i mezzotint och blandat manér, ofta efter förlaga av brittiska konstnärer.